# (143707) 2003 UY117
(143707) 2003 UY117 ist ein großes transneptunisches Objekt, das bahndynamisch als resonantes Kuipergürtel-Objekt (2:5–Resonanz) oder als Scattered Disk Object (SDO) eingestuft wird. Aufgrund seiner Größe gehört der Asteroid zu den Zwergplanetenkandidaten.

## Entdeckung
2003 UY117 wurde am 22. Oktober 2003 von einem Astronomenteam, bestehend aus Arianna Gleason, Jeffrey Larsen und Robert McMillan, mit dem 0,9-m-Spiegelteleskop am Steward-Observatorium des Kitt-Peak-Observatoriums (Arizona) entdeckt. Die Entdeckung wurde am 2. November 2003 zusammen mit dem TNO 2003 UZ117 und dem Zentauren 2003 UA118 bekanntgegeben, der Planetoid erhielt später von der IAU die Kleinplaneten-Nummer 143707.
Nach seiner Entdeckung ließ sich 2003 UY117 auf Fotos, die im Rahmen des Near-Earth-Asteroid-Tracking-Programmes (NEAT) am Palomar-Observatorium gemacht wurden, bis zum 26. Juli 2001 zurückgehend identifizieren und so seinen Beobachtungszeitraum um zwei Jahre verlängern, um so seine Umlaufbahn genauer zu berechnen. Seither wurde der Planetoid durch verschiedene erdbasierte Teleskope beobachtet. Im November 2017 lagen insgesamt 155 Beobachtungen über einen Zeitraum von 17 Jahren vor. Die bisher letzte Beobachtung wurde im September 2018 am Apache-Point-Observatorium (New Mexico) durchgeführt. (Stand 30. März 2019)

## Eigenschaften

### Umlaufbahn
2003 UY117 umkreist die Sonne in 410,63 Jahren auf einer stark elliptischen Umlaufbahn zwischen 32,43 AE und 78,06 AE Abstand zu deren Zentrum. Die Bahnexzentrizität beträgt 0,413, die Bahn ist 7,56° gegenüber der Ekliptik geneigt. Derzeit ist der Planetoid 34,03 AE von der Sonne entfernt. Das Perihel durchlief er das letzte Mal 2004, der nächste Periheldurchlauf dürfte also im Jahre 2415 erfolgen.
Marc Buie (DES) klassifiziert den Planetoiden als RKBO (2:5-Resonanz mit Neptun), während das Minor Planet Center ihn noch 2010 ebenfalls als RKBO 2:5 einstufte und ihn mittlerweile als SDO einordnet; letzteres ordnet ihn auch allgemein als Distant Object ein.

### Größe
Derzeit wird von einem Durchmesser von 302 km ausgegangen, basierend auf einem Rückstrahlvermögen von 8 % und einer absoluten Helligkeit von 6,0 m. Ausgehend von diesem Durchmesser ergibt sich eine Gesamtoberfläche von etwa 287.000 km2. Die scheinbare Helligkeit von 2003 UY117 beträgt 21,47 m.
Da es denkbar ist, dass sich 2003 UY117 aufgrund seiner Größe im hydrostatischen Gleichgewicht befindet und somit weitgehend rund sein könnte, erfüllt er möglicherweise die Kriterien für eine Einstufung als Zwergplanet. Mike Brown geht davon aus, dass es sich bei 2003 UY117 um vielleicht einen Zwergplaneten handelt.
| Jahr                                         | Abmessungen km | Quelle   |
| -------------------------------------------- | -------------- | -------- |
| 2018                                         | 321,0          | Johnston |
| 2018                                         | 302,0          | Brown    |
| Die präziseste Bestimmung ist fett markiert. |                |          |